# 小谷憲孝
小谷 憲孝（こたに のりたか、1902年6月6日 - 1981年12月16日）は、日本の経営者。関西ペイント社長を務めた。兵庫県出身。位階は正五位。

## 経歴
1922年に名古屋市立貿易語学校英語科を卒業し、鈴木商店での勤務を経て、1928年5月に関西ペイントに入社。1947年12月に取締役に就任し、1955年5月に常務、1964年5月に専務、1967年11月に副社長を経て、1969年11月から1972年5月までに社長を務めた。
1972年11月に勲二等瑞宝章を受章。
1981年12月16日に老衰のために死去。79歳没。死没日付をもって正五位に叙された。